# Hyles chuvilini
Hyles chuvilini là một loài bướm đêm thuộc họ Sphingidae. Nó được tìm thấy ở Mông Cổ, đông bắc Trung Quốc and adjacent areas of Nga and also farther phía nam in China, in Shaanxi và Shandong. This species is probably much more widely distributed in miền bắc China.
There are two generations in miền bắc China, con trưởng thành bay từ tháng 6 đến tháng 9
Ấu trùng ăn Euphorbia fischeri ở Transbaikalia.